# Horodok, Liov
Horodok (în ucraineană Городок) este orașul raional de reședință al raionului Horodok din regiunea Liov, Ucraina. În afara localității principale, nu cuprinde și alte sate.

## Demografie
Componența lingvistică a orașului Horodok
     Ucraineană (96,74%)
     Rusă (2,73%)
     Alte limbi (0,1%)
Conform recensământului din 2001, majoritatea populației orașului Horodok era vorbitoare de ucraineană (96,74%), existând în minoritate și vorbitori de rusă (2,73%).